# De Boog (Utrecht)

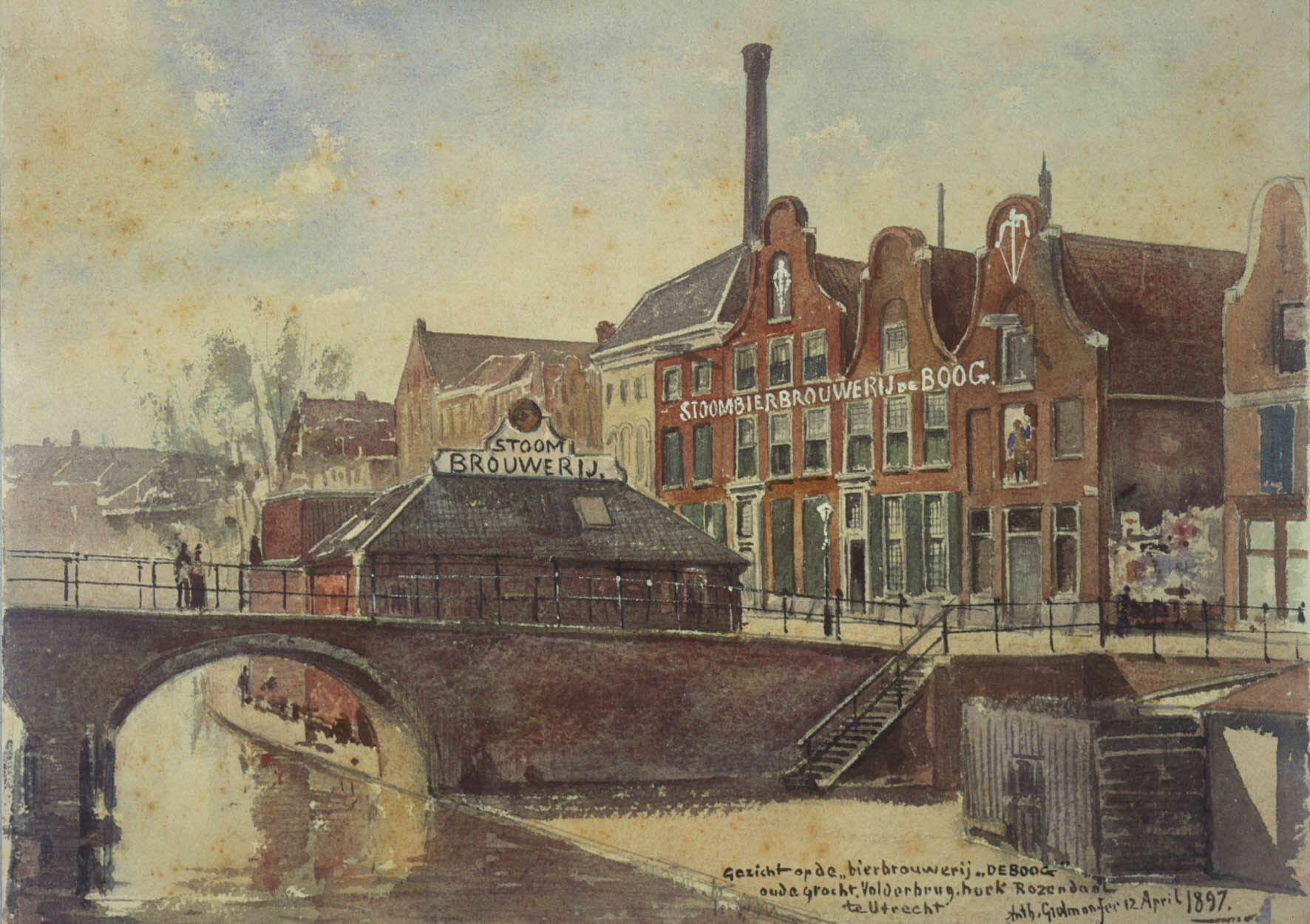
Het brouwerijcomplex in het jaar van de sluiting in aquarel gezet door Anthony Grolman.

De Boog was een bierbrouwerij in de Nederlandse stad Utrecht. Zij was gevestigd aan de Oudegracht ter hoogte van de Vollersbrug.

## Geschiedenis
Brouwerij De Boog bestond reeds in 1584 en de brouwersfamilie Van Wyckerslooth had de brouwerij tot diep in de 17e eeuw in bezit. De Oudegracht was in Utrecht een belangrijke vestigingslocatie voor brouwerijen. Het grachtwater kon gebruikt worden als grondstof in het brouwproces en logistiek diende de gracht voor de aan- en afvoer. Volgens een schrijven in de 17e eeuw raakte de brouwerij tijdens de zomerstorm van 1674 ernstig beschadigd.
Dirck Willemsz van Bijlevelt en later Willem de Kock waren in de 18e eeuw eigenaar van deze brouwerij. Willem de Kock liet bij zijn overlijden in 1761 vrijwel alles, inclusief de brouwerij en achterliggende gronden richting stadswal, na aan de rooms-katholieke Armenkamer. Deze dreef vervolgens deze vermaarde en florerende brouwerij. Gaandeweg stichtte de Armenkamer tevens op het achterterrein de Zeven Steegjes en vernoemde daarin een aantal straatjes naar de brouwerij (Boogstraat, Kockstraat, Brouwerstraat en Moutstraat). In 1897 sloot De Boog haar deuren in de concurrentiestrijd met grote industriële brouwerijen. Op 6 april 1897 werd De Boog voor fl. 31.000 verkocht aan de Maatschappij tot exploitatie van onroerende goederen.
Na 1897 werd het pand voor verschillende doeleinden gebruikt. Er zat achtereenvolgens een sigarenfabriek en een drankhandel in. Daarna heeft het jaren als opslagruimte dienstgedaan tot het begin jaren 80 van deze eeuw door brand verwoest werd. In 1989 vond een grondige verbouwing plaats. Er kwamen twee atelierwoningen in en een groepswoning met vijf eenheden. Ook de vier kelders werden hersteld en waterdicht gemaakt. Aan de gevel werd weinig veranderd. In 1990 werd er een dansstudio gevestigd.
De panden van het brouwerijcomplex aan de Oudegracht 367, 369H en 371 zijn een rijksmonument en zijn in gebruik als woonhuis.

## Afbeeldingen

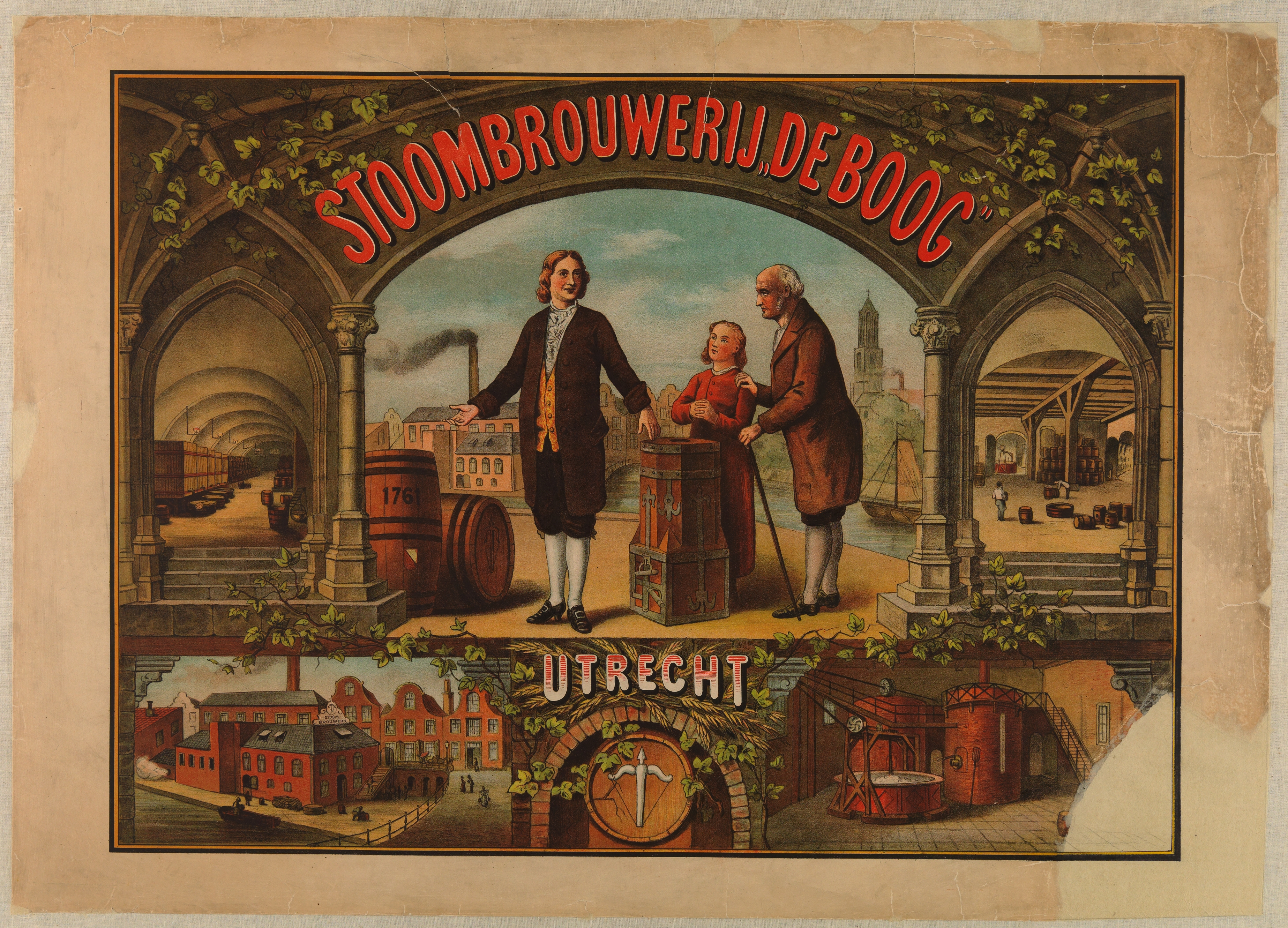
Beeldaffiche met brouwerij De Boog
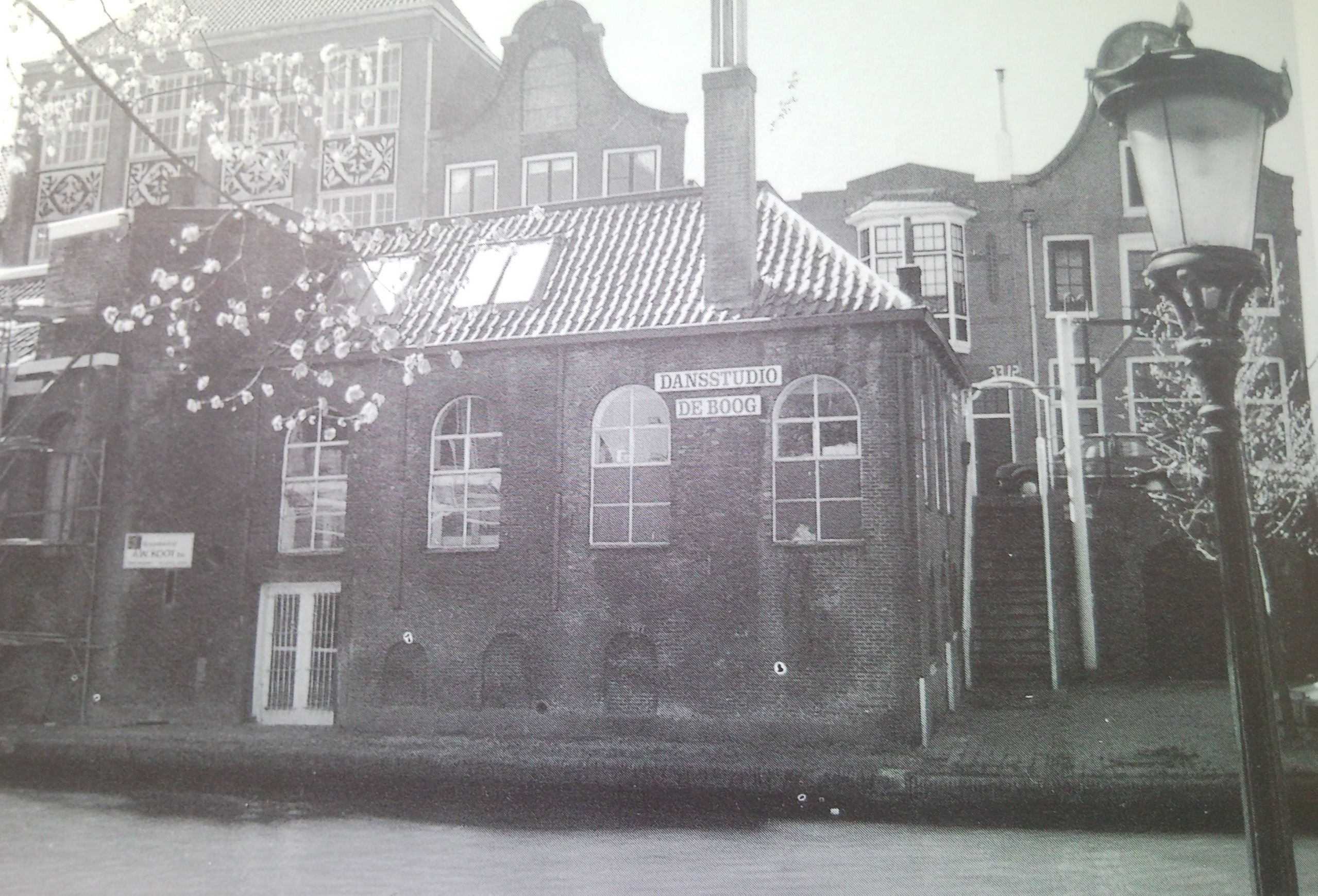
Dansstudio in Brouwerij de Boog ca. 1990
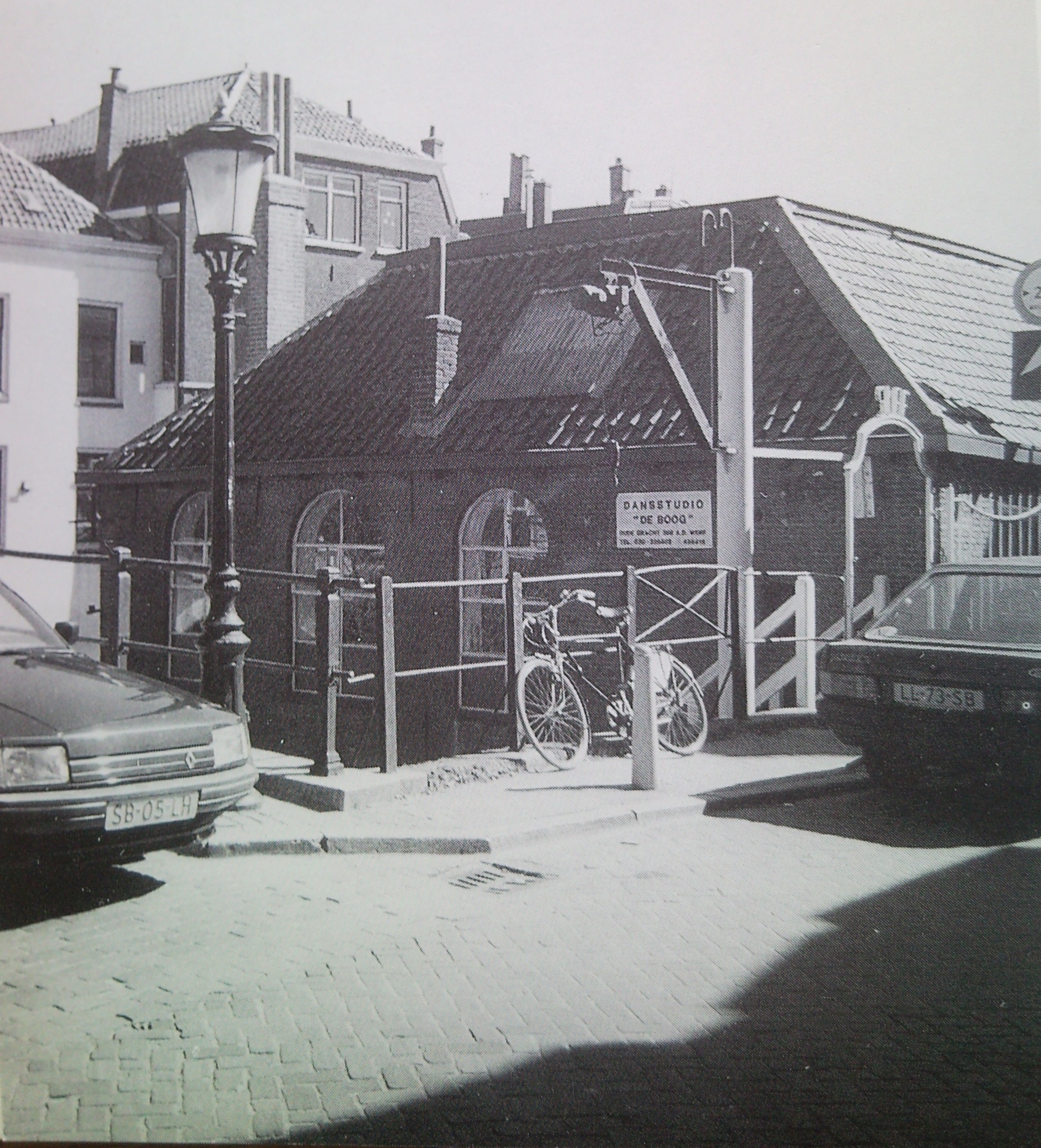
Dansstudio in Brouwerij de Boog ingang
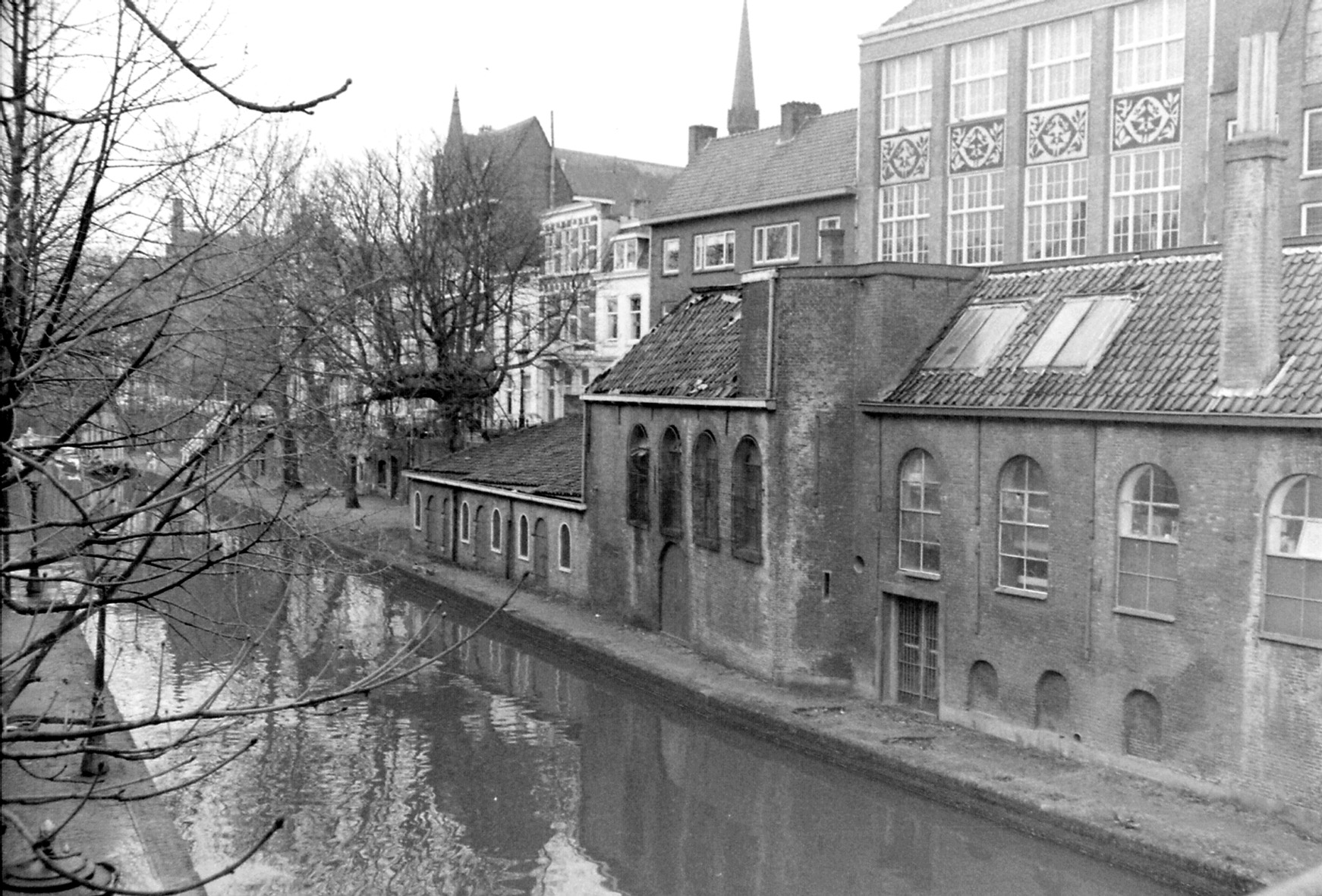
Gebouw Brouwerij de Boog ca. 1985
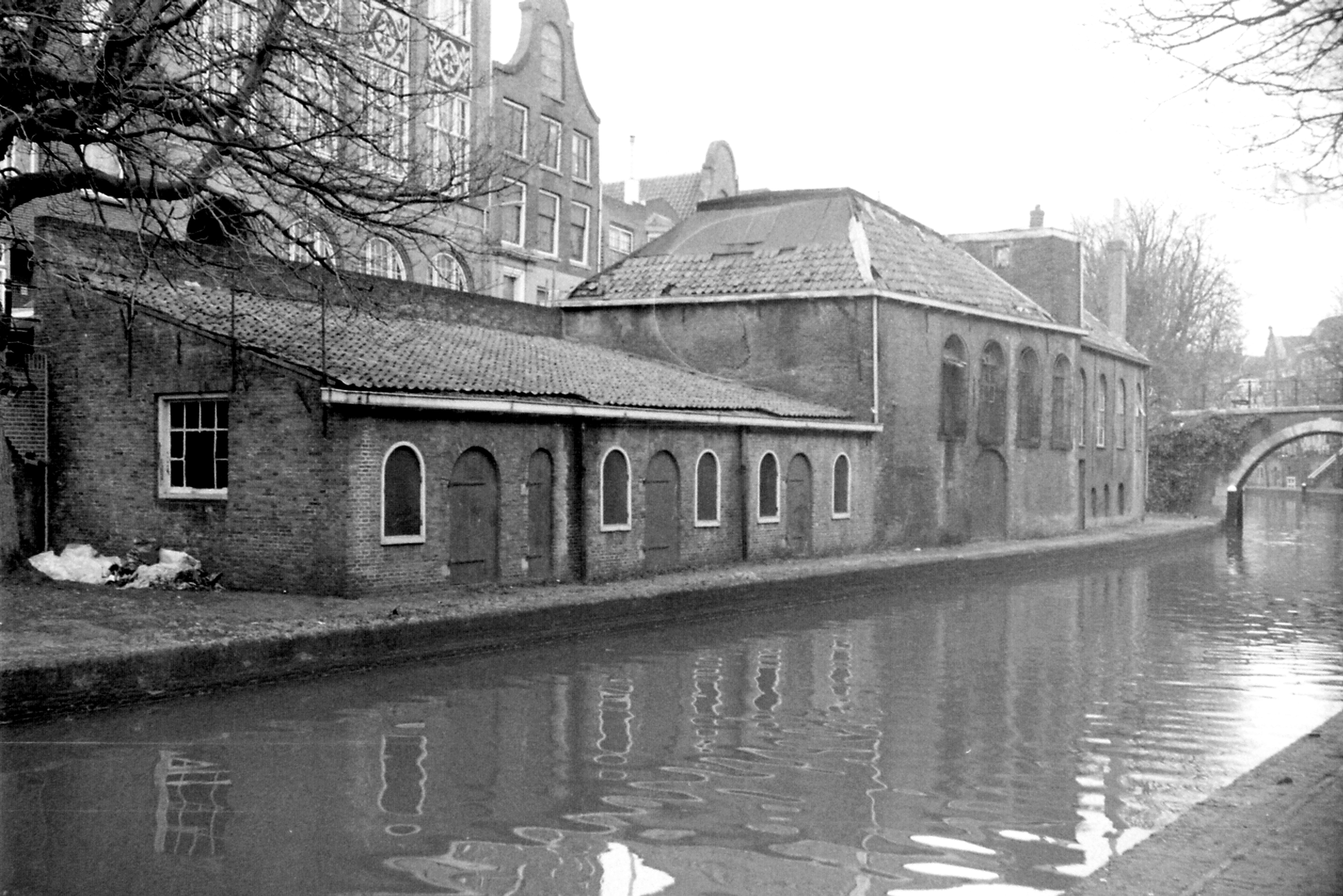
Gebouw Brouwerij de Boog op de Werf ca. 1985
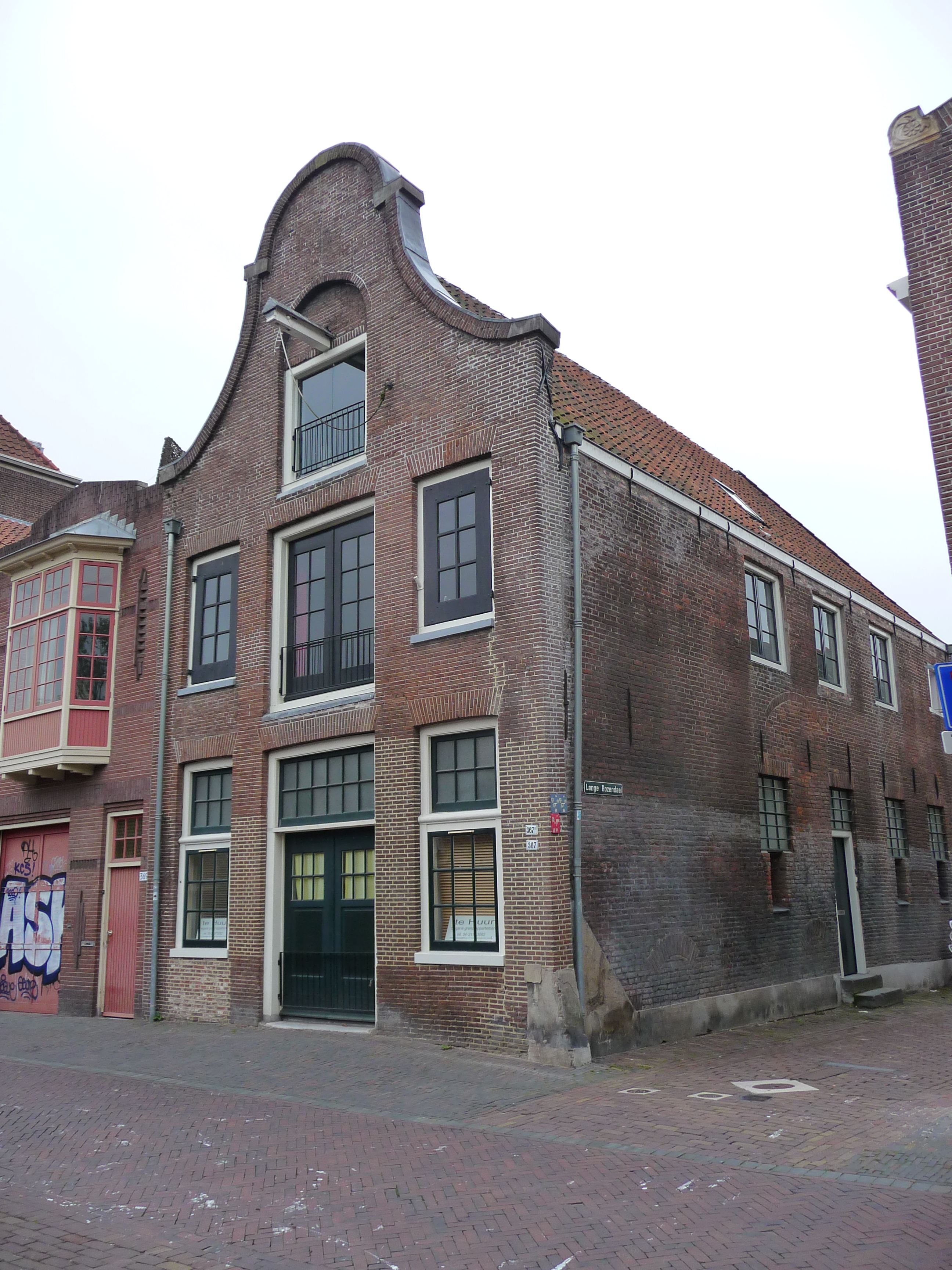
Pand van de voormalige bierbrouwerij De Boog aan de Oudegracht 367
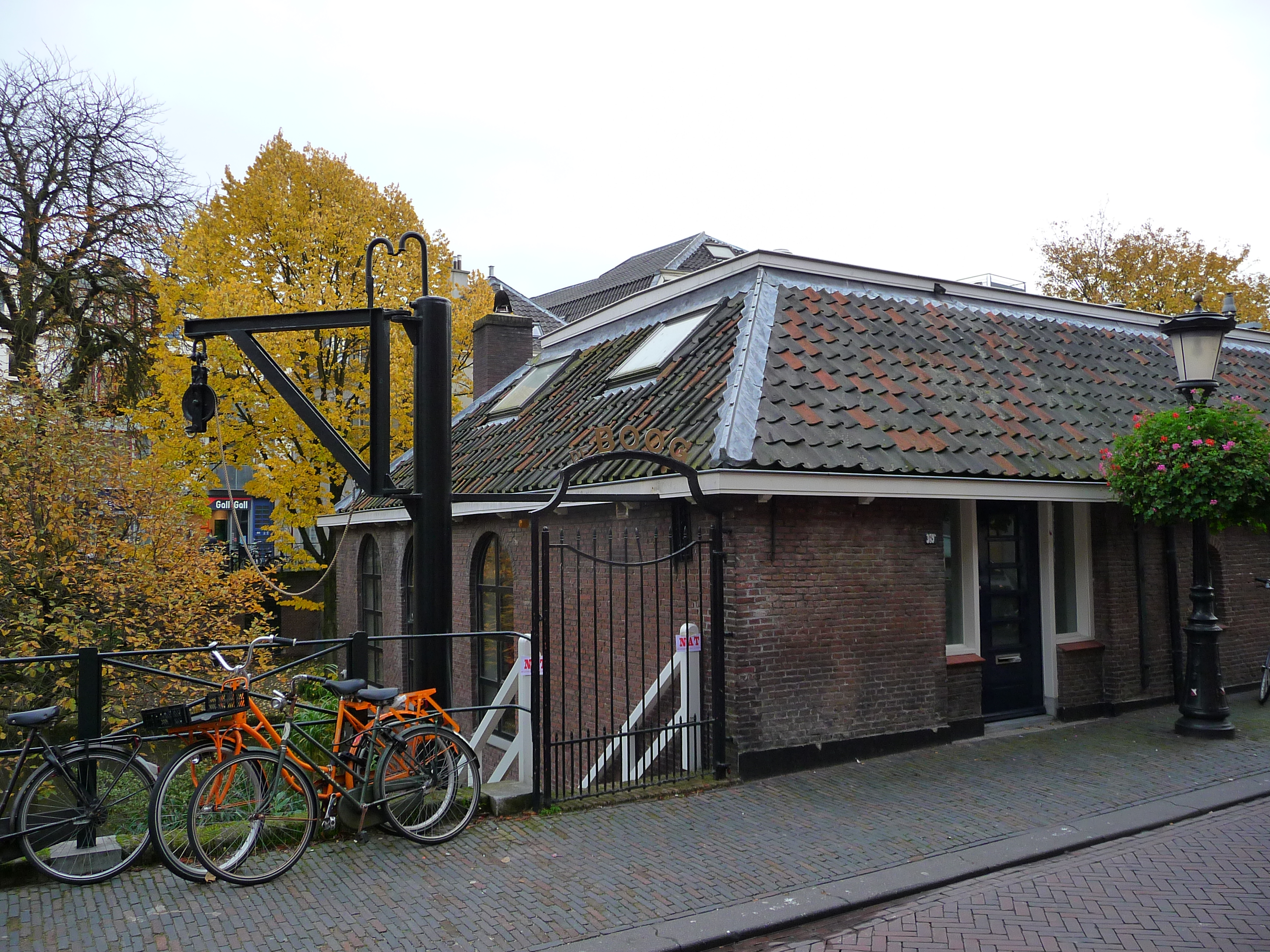
Oudegracht 369H op de werf
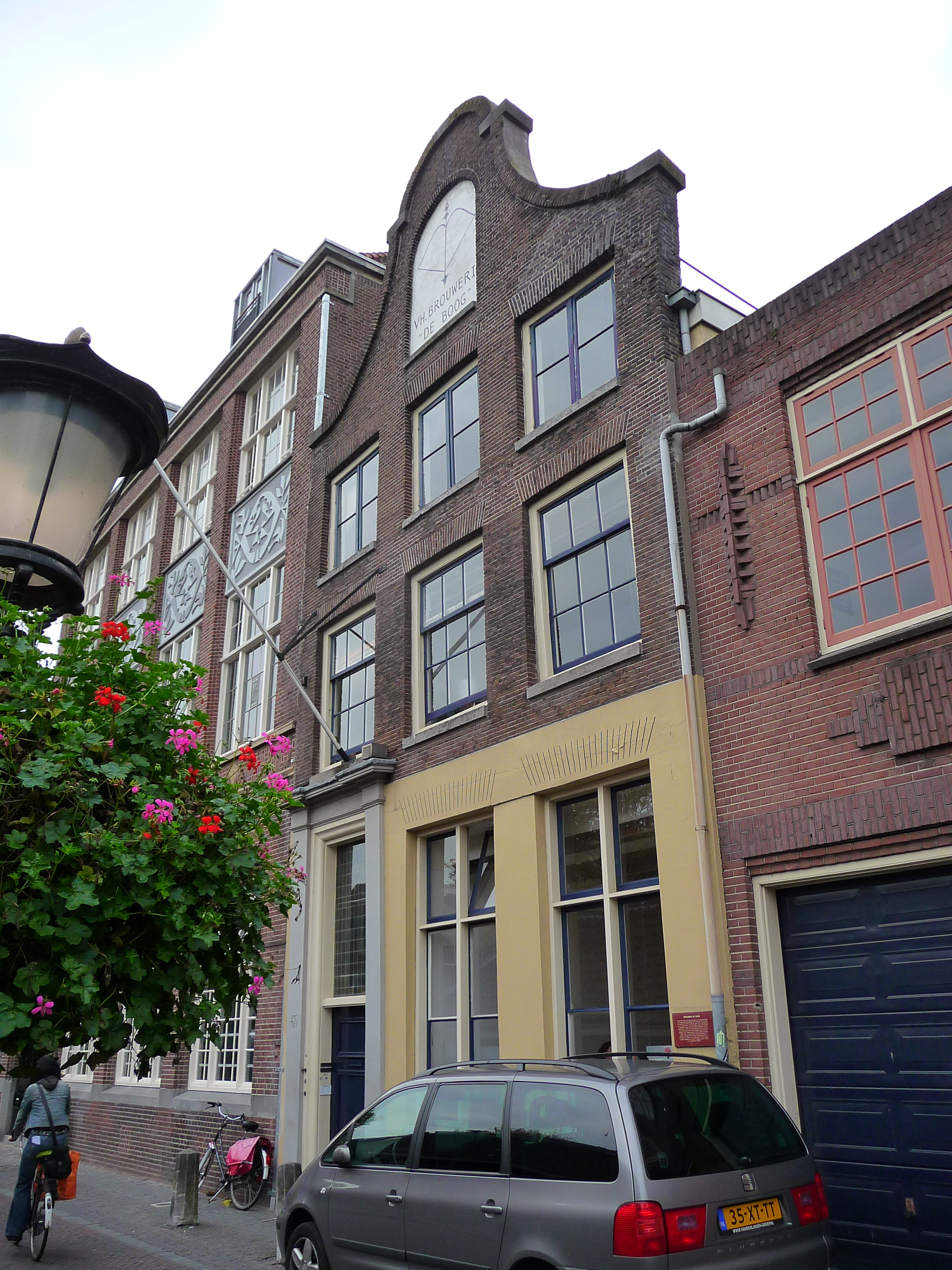
Oudegracht 371
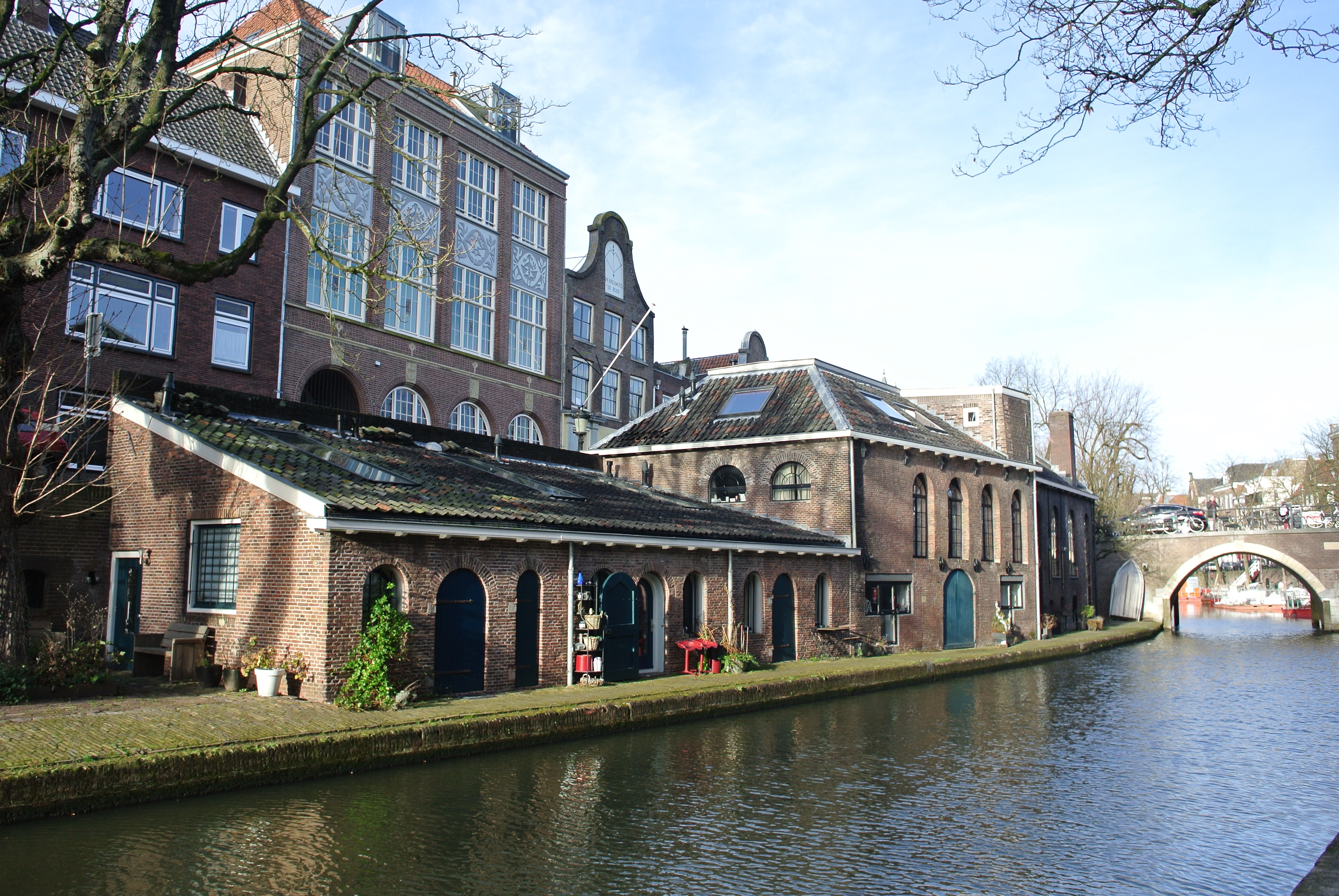
Oudegracht 371KLM op de werf
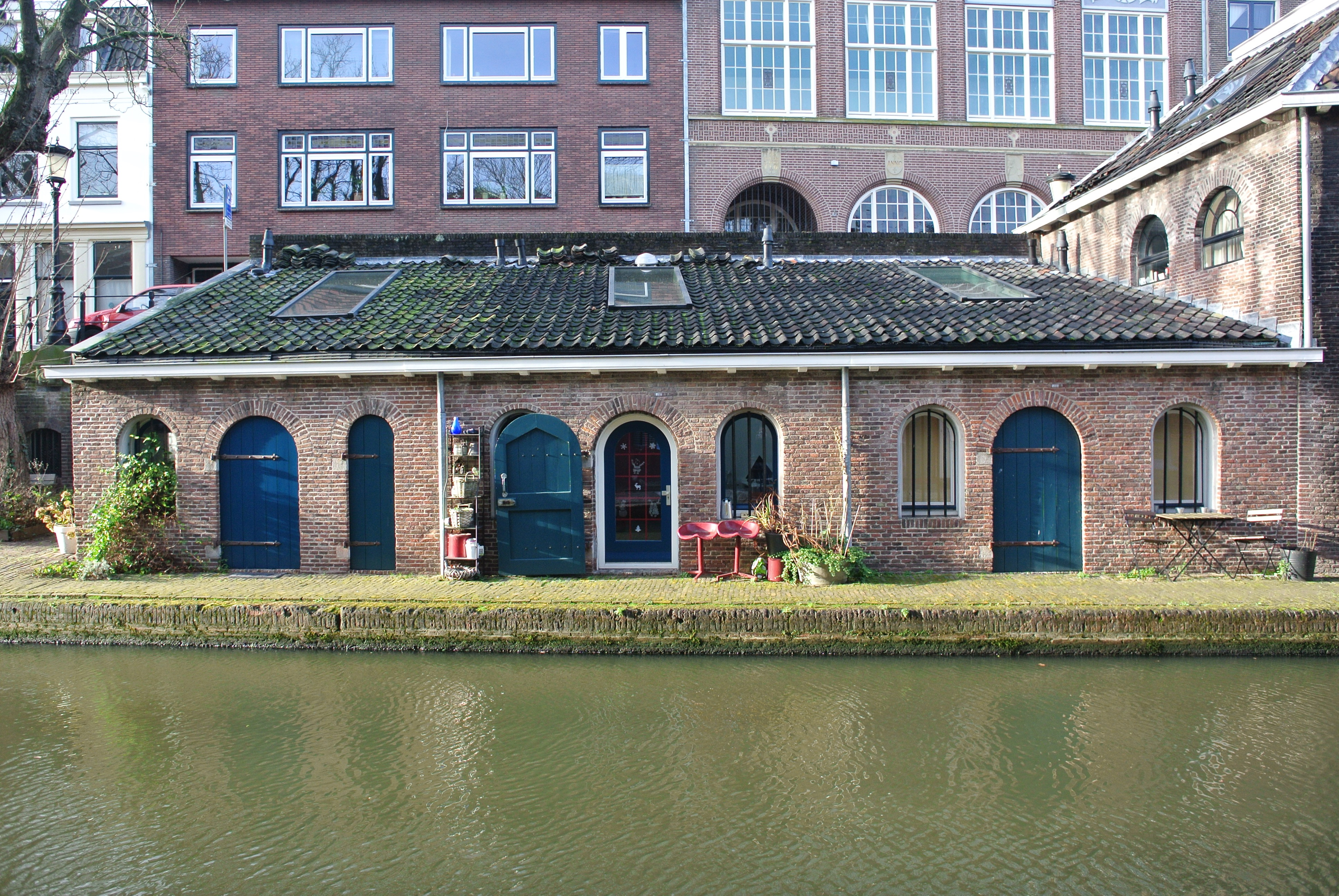
Oudegracht 371KLM op de werf
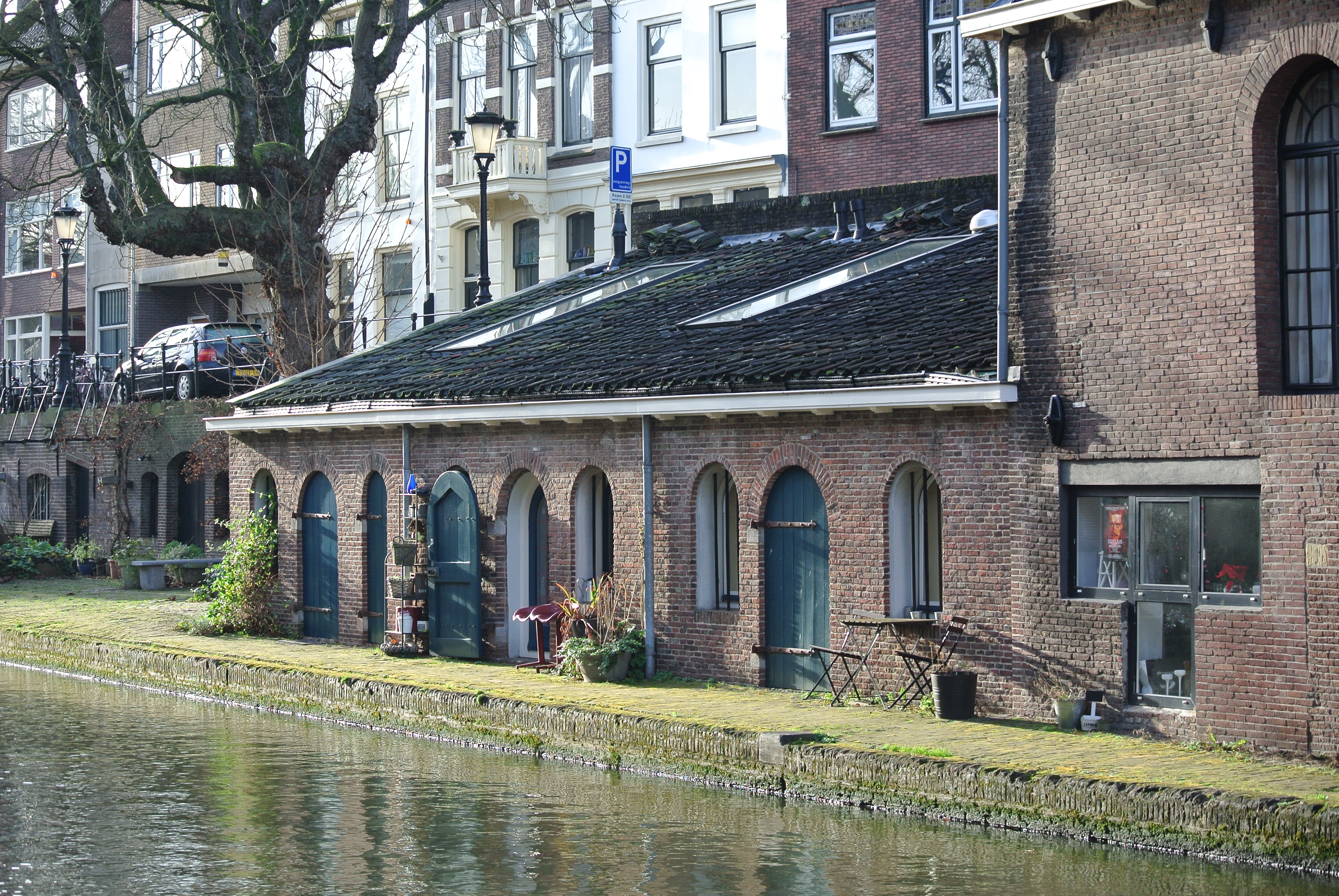
Oudegracht 371KLM op de werf